# Estnischer Fußballpokal 2010/11
Der Estnische Fußballpokal 2010/11 war die 21. Austragung des estnischen Pokalwettbewerbs der Männer. Das Finale fand am 10. Mai 2011 statt.
Pokalsieger wurde Vorjahresfinalist FC Flora Tallinn im Finale gegen JK Trans Narva. Titelverteidiger FC Levadia Tallinn war in der 2. Runde ausgeschieden.

## Teilnehmer
Meistriliiga
- 1. Runde (4 Teams): JK Kalev Sillamäe, FC Lootus Kohtla-Järve, JK Trans Narva, Viljandi JK Tulevik
- 2. Runde (6 Teams): FC Flora Tallinn, FC Levadia Tallinn, FC Kuressaare, JK Nõmme Kalju, Paide Linnameeskond, JK Tammeka Tartu

Esiliiga
- 1. Runde (6 Teams): FC Ajax Lasnamäe, FC Flora Rakvere, FC Flora Tallinn II, Jõhvi JK Orbiit, Tallinna JK Legion, FC Valga Warrior
- 2. Runde (2 Teams): Kiviõli Tamme Auto, JK Tallinna Kalev

II Liiga
- 1. Runde (9 Teams): FC Atletik Tallinn, FC Elva, JK Kaitseliit Kalev, FC Nõmme United, Raasiku FC Joker, Sörve JK, Tartu SK 10 Premium, FC Tarvastu, FC Velldoris
- 2. Runde (11 Teams): FC Ararat TTÜ Tallinn, HÜJK Emmaste, Kohtla-Järve JK Alko, JK Nõmme Kalju II, FC Puuma, Tabasalu Palliklubi, JK Tammeka Tartu II, Tartu FC HaServ, FC Toompea, JK Türi Ganvix, JK Võru

III Liiga
- 1. Runde (24 Teams): FC Elva II, EMÜ SK, Eesti Koondis, FC Lootus Kohtla-Järve II, FC Haiba, Jõgeva SK Noorus-96, JK Kalev Sillamäe II, Keila JK, JK Kernu Kadakas, Keskerakonna JK, Kohila JK Püsivus, FC Kose, JK Kotkad Tallinn, Kuusalu JK Rada, FC Olympic Tallinn, FC Otepää, Paide Kumake, JK Piraaja Tallinn, Rapla JK Atli, Saaremaa JK aameraaS, Saaremaa JK, Saue JK Laagri, Tallinna JK Legion II, FC Valga Warrior II
- 2. Runde (6 Teams): FCF Järve-Jaani SK, FC A&A Kinnisvara, FC Lootos Põlva, JK Luunja, Saku Sporting, JK Tallinna Kalev III

IV Liiga
- 1. Runde (19 Teams): FC Absoluut, FC Eston Villa, Kristiine JK, FC Lelle, JK Loo, FC Metropool Pärnu, Navi Vutiselts, FC Otepää II, JK Nõmme Kalju III, JK Rannamõisa, FC Reaal Tallinn, FC Soccernet Tallinn, JK Suure-Jaani Rolling Doorsi, Tallinna JK Visadus, JK Tartu Löök, Tartu Quattromed, Tartu JK Welco Elekter, Tartu SK 10 Premium II, FC Toompea 1994
- 2. Runde (8 Teams): FC Aspen Väimela, JK Suema Cargobus, FC Flora Rakvere II, FC Igiliikur Viimsi, Saue JK, SK Tääksi, Tallinna JK Jalgpallihaigla, FC Twister Tallinn

## 1. Runde
Die Auslosung fand am 2. Juni 2010 statt.
| Datum      |                               | Ergebnis              |                           |
| ---------- | ----------------------------- | --------------------- | ------------------------- |
| 10.10.2010 | Eesti Koondis                 | 0:7                   | JK Kalev Sillamäe         |
| 10.10.2010 | Tallinna JK Legion II         | 1:3                   | EMÜ SK                    |
| 10.10.2010 | JK Trans Narva                | 0+:- 1                | Saaremaa JK               |
| 10.10.2010 | FC Elva                       | 0:3                   | FC Lootus Kohtla-Järve    |
| 10.10.2010 | Viljandi JK Tulevik           | 14:00                 | FC Otepää II              |
| 10.10.2010 | FC Absoluut                   | 01:16                 | Raasiku FC Joker          |
| 10.10.2010 | FC Tarvastu                   | 3:2                   | FC Kose                   |
| 10.10.2010 | Keila JK                      | 2:5                   | JK Kotkad Tallinn         |
| 10.10.2010 | Navi Vutiselts                | 0:1                   | Rapla JK Atli             |
| 10.10.2010 | JK Kaitseliit Kalev           | 7:0                   | FC Velldoris              |
| 10.10.2010 | JK Tartu Löök                 | 0:0 n. V. (6:5 i. E.) | FC Elva II                |
| 10.10.2010 | JK Kernu Kadakas              | 2:3                   | Saaremaa JK aameraaS      |
| 10.10.2010 | FC Ajax Lasnamäe              | 3:0                   | Tartu JK Welco Elekter    |
| 10.10.2010 | FC Haiba                      | 0:5                   | FC Valga Warrior          |
| 10.10.2010 | FC Flora Rakvere              | 9:0                   | Kohila JK Püsivus         |
| 10.10.2010 | Tallinna JK Legion            | 5:1                   | Sörve JK                  |
| 10.10.2010 | JK Suure-Jaani Rolling Doorsi | 0:5                   | FC Otepää                 |
| 10.10.2010 | Kuusalu JK Rada               | 8:0                   | Tartu Quattromed          |
| 10.10.2010 | FC Lelle                      | 0:2                   | Jõgeva SK Noorus-96       |
| 10.10.2010 | Paide Kumake                  | 3:1                   | FC Metropool Pärnu        |
| 10.10.2010 | FC Toompea 1994               | 4:4 n. V. (4:5 i. E.) | Kristiine JK              |
| 10.10.2010 | JK Piraaja Tallinn            | 0:1                   | FC Lootus Kohtla-Järve II |
| 10.10.2010 | JK Nõmme Kalju III            | 0:2                   | FC Flora Tallinn II       |
| 10.10.2010 | Saue JK                       | 4:0                   | FC Soccernet Tallinn      |
| 10.10.2010 | FC Nõmme United               | 2:1                   | Jõhvi JK Orbiit           |
| 10.10.2010 | Tallinna JK Visadus           | 0:6                   | JK Kalev Sillamäe II      |
| 10.10.2010 | FC Valga Warrior II           | 0:0 n. V. (4:3 i. E.) | Tartu SK 10 Premium       |
| 10.10.2010 | Keskerakonna JK               | 2:4                   | FC Olympic Tallinn        |
| 10.10.2010 | FC Atletik Tallinn            | 12:10                 | FC Reaal Tallinn          |
| 10.10.2010 | JK Loo                        | 0:2                   | JK Rannamõisa             |
| 10.10.2010 | FC Eston Villa                | 0:2                   | Tartu SK 10 Premium II    |

## 2. Runde
Die Auslosung fand am 2. Juli 2010 statt.
| Datum      |                             | Ergebnis  |                           |
| ---------- | --------------------------- | --------- | ------------------------- |
| 03.08.2010 | JK Kalev Sillamäe           | 6:0       | Rapla JK Atli             |
| 03.08.2010 | Paide Linnameeskond         | 0:1       | Viljandi JK Tulevik       |
| 03.08.2010 | Tabasalu Palliklubi         | 2:3       | Tartu FC HaServ           |
| 03.08.2010 | SK Tääksi                   | 4:3       | JK Kaitseliit Kalev       |
| 04.08.2010 | JK Tartu Löök               | 2:3 n. V. | FC A&A Kinnisvara         |
| 04.08.2010 | FC Aspen Väimela            | 0:8       | FC Igiliikur Viimsi       |
| 04.08.2010 | Saue JK                     | 03:10     | FC Otepää                 |
| 04.08.2010 | FC Kiiu 1                   | 0:9       | HÜJK Emmaste              |
| 04.08.2010 | JK Kotkad Tallinn           | 0:1       | JK Luunja                 |
| 04.08.2010 | Saaremaa JK aameraaS        | 2:6       | JK Nõmme Kalju            |
| 04.08.2010 | Paide Kumake                | 0:5       | FC Flora Tallinn          |
| 04.08.2010 | Raasiku FC Joker            | 2:0       | FC Lootus Kohtla-Järve II |
| 04.08.2010 | Jõgeva SK Noorus-96         | 0:3       | FC Kuressaare             |
| 04.08.2010 | JK Tallinna Kalev           | 1:0 n. V. | FC Levadia Tallinn        |
| 04.08.2010 | FC Flora Tallinn II         | 1:3       | JK Kalev Sillamäe II      |
| 04.08.2010 | Saue JK Laagri              | 3:0       | Tallinna JK Legion        |
| 05.08.2010 | Tallinna JK Jalgpallihaigla | 1:7       | Kohtla-Järve JK Alko      |
| 05.08.2010 | FC Flora Rakvere II         | 8:0       | JK Suema Cargobus         |
| 05.08.2010 | FC Twister Tallinn          | 1:2       | JK Tammeka Tartu II       |
| 10.08.2010 | JK Tallinna Kalev           | 0:7       | JK Trans Narva            |
| 10.08.2010 | FC Ararat TTÜ Tallinn       | 1:0       | FC Lootus Kohtla-Järve    |
| 10.08.2010 | FC Olympic Tallinn          | 1:8       | JK Tammeka Tartu          |
| 12.08.2010 | Kuusalu JK Rada             | 3:6       | FC Lootos Põlva           |
| 12.08.2010 | FC Ajax Lasnamäe            | 9:0       | FCF Järve-Jaani SK        |
| 12.08.2010 | Saku Sporting               | 1:3       | EMÜ SK                    |
| 18.08.2010 | FC Valga Warrior            | 0:1       | FC Atletik Tallinn        |
| 18.08.2010 | FC Nõmme United             | 4:0       | FC Valga Warrior II       |
| 18.08.2010 | JK Rannamõisa               | 0:4       | FC Tarvastu               |
| 19.08.2010 | Tartu SK 10 Premium II      | 0:4       | JK Türi Ganvix            |
| 25.08.2010 | JK Nõmme Kalju II           | 3:0       | Kristiine JK              |
| 26.08.2010 | JK Võru                     | 0-:+ 2    | FC Flora Rakvere          |
| 04.09.2010 | Kiviõli Tamme Auto          | 3:2       | FC Puuma                  |

## 3. Runde
Die Auslosung fand am 19. August 2010 statt.
| Datum      |                      | Ergebnis              |                       |
| ---------- | -------------------- | --------------------- | --------------------- |
| 31.08.2010 | FC Kuressaare        | 1:5                   | JK Kalev Sillamäe     |
| 31.08.2010 | FC Flora Tallinn     | 5:0                   | FC Flora Rakvere II   |
| 31.08.2010 | Kohtla-Järve JK Alko | 2:1                   | FC Ararat TTÜ Tallinn |
| 02.09.2010 | FC Otepää            | 1:1 n. V. (2:3 i. E.) | FC Lootos Põlva       |
| 04.09.2010 | JK Nõmme Kalju       | 0:1                   | JK Trans Narva        |
| 08.09.2010 | EMÜ SK               | 0:2                   | FC Ajax Lasnamäe      |
| 08.09.2010 | JK Tallinna Kalev    | 2:0                   | JK Luunja             |
| 08.09.2010 | FC Igiliikur Viimsi  | 1:2                   | FC Nõmme United       |
| 08.09.2010 | JK Tammeka Tartu II  | 4:3 n. V.             | FC Tarvastu           |
| 15.09.2010 | SK Tääksi            | 1:5                   | Raasiku FC Joker      |
| 21.09.2010 | JK Tammeka Tartu     | 4:0                   | FC Ararat TTÜ Tallinn |
| 22.09.2010 | JK Türi Ganvix       | 0+:- 3                | FC A&A Kinnisvara     |
| 22.09.2010 | JK Kalev Sillamäe II | 3:0                   | FC Flora Rakvere      |
| 24.09.2010 | JK Nõmme Kalju II    | 0:4                   | HÜJK Emmaste          |
| 24.09.2010 | Saue JK Laagri       | 2:3                   | Kiviõli Tamme Auto    |
| 07.10.2010 | Tartu FC HaServ      | 1:0                   | Viljandi JK Tulevik   |

## Achtelfinale
| Datum      |                   | Ergebnis |                      |
| ---------- | ----------------- | -------- | -------------------- |
| 05.10.2010 | JK Tammeka Tartu  | 0:1      | JK Trans Narva       |
| 06.10.2010 | JK Tallinna Kalev | 2:1      | JK Tammeka Tartu II  |
| 06.10.2010 | FC Flora Tallinn  | 4:1      | FC Lootos Põlva      |
| 06.10.2010 | Raasiku FC Joker  | 3:0      | JK Kalev Sillamäe II |
| 14.10.2010 | HÜJK Emmaste      | 4:0      | Kohtla-Järve JK Alko |
| 20.10.2010 | JK Kalev Sillamäe | 12:10    | Kiviõli Tamme Auto   |
| 27.10.2010 | Tartu FC HaServ   | 1:0      | JK Türi Ganvix       |
| 13.11.2010 | FC Ajax Lasnamäe  | 4:1      | FC Nõmme United      |

## Viertelfinale
Die Auslosung fand am 3. März 2011 statt.
| Datum      |                  | Ergebnis  |                   |
| ---------- | ---------------- | --------- | ----------------- |
| 12.04.2011 | Tartu FC HaServ  | 0:4       | FC Ajax Lasnamäe  |
| 12.04.2011 | FC Flora Tallinn | 0+:- 4    | Raasiku FC Joker  |
| 13.04.2011 | HÜJK Emmaste     | 0:1       | JK Kalev Sillamäe |
| 13.04.2011 | JK Trans Narva   | 1:0 n. V. | JK Tallinna Kalev |

## Halbfinale
Die Auslosung fand am 14. April 2011 statt.
| Datum      |                   | Ergebnis                |                  |
| ---------- | ----------------- | ----------------------- | ---------------- |
| 26.04.2011 | FC Flora Tallinn  | 6:0                     | FC Ajax Lasnamäe |
| 26.04.2011 | JK Kalev Sillamäe | 1:1 n. V. (16:17 i. E.) | JK Trans Narva   |

## Finale
| Paarung          | JK Trans Narva – FC Flora Tallinn |
| Ergebnis         | 0:2 (0:0) |
| Datum            | 10. Mai 2011 |
| Stadion          | A. Le Coq Arena, Tallinn |
| Zuschauer        | 390 |
| Schiedsrichter   | Hannes Kaasik |
| Tore             | 0:1 Markus Jürgenson (48.) 0:2 Alo Dupikov (78.) |
| JK Trans Narva   | Dmitrj Wjaltschinow – Erik Grigorjev, Tomas Rimas, Stanislav Kitto (14. Marius Bezykornovas), Sergei Kazakov – Aleksandrs Abramenko, Maxim Bazyukin, Viktor Plotnikov (77. Anton Epikhin), Dmitrij Šiškin – Maksim Gruznov (85. Ernestas Biskys), Aleksandrs Cekulajevs Cheftrainer: Juri Swirkow ( Belarus) |
| FC Flora Tallinn | Marko Meerits – Gert Kams, Karl Palatu , Aleksei Jahhimovitš, Markus Jürgenson – Valeri Minkenen, Andre Frolov, Meelis Peitre (64. Sergei Mošnikov), Rauno Alliku (81. Hannes Anier) – Alo Dupikov, Siim Luts Cheftrainer: Martin Reim                                                                       |
| Gelbe Karten     | Aleksandrs Cekulajevs – Aleksei Jahhimovitš, Hannes Anier |